# E-Verzweigung
Ein E-Verzweigung (englisch E-plane waveguide tee), auch bezeichnet als T-Verzweigung E oder als Serienverzweigung, ist eine einfache Hohlleiterkomponente, die in der Hochfrequenz- (HF-) und Mikrowellentechnik als wesentliches Bauelement verwendet wird.

## Prinzip
Die E-Verzweigung ist ein Dreitor. Ähnlich wie ein Leistungsteiler kann sie zum gleichmäßigen Aufteilen eines Eingangssignals auf zwei Ausgänge verwendet werden. Aufgrund der geometrischen Anordnung des „oberen T‑Strichs“ entlang der Breitseite des Hohlleiters (siehe auch: Fotos unter Weblinks), sind die beiden Ausgangssignale stets um 180° phasenverschoben (phasenverkehrt).
Umgekehrt kann die E‑Verzweigung auch zum Kombinieren zweier Eingangssignale zu einem Ausgangssignal genutzt werden. Aufgrund der genannten Phasenverschiebung ergibt sich hierbei stets die Differenz (Δ) der beiden Eingangssignale, während es bei einer H‑Verzweigung die Summe (Σ) ist.

## Name

Rechteckhohlleiter mit Breitseite a und Schmalseite b.

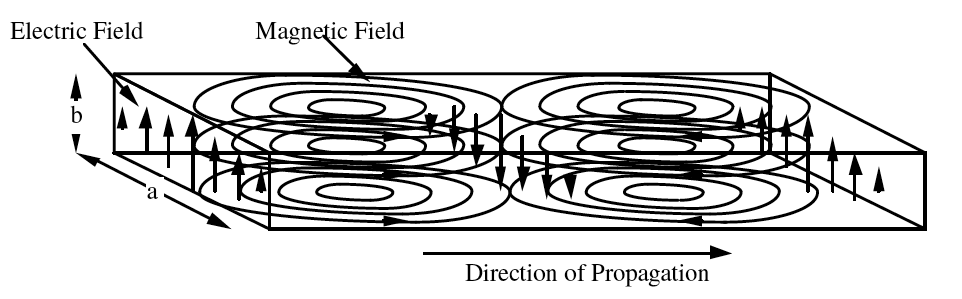
Senkrechte E‑Linien und waagerechte H‑Linien kennzeichnen die Wellenausbreitung in einem Rechteckhohlleiter.

„Verzweigung“, ein ursprünglich aus der Botanik stammendes Wort, wird in leicht unterschiedlichen Bedeutungen in vielen Wissensgebieten verwendet, wie in der Algebra, bei der Programmierung, der Linguistik und dem Verkehrswesen. Auch von Rohrleitungen (siehe auch: T‑Stück) oder Steckverbindern, beispielsweise BNC‑T‑Stücken, sind T‑Verzweigungen bekannt.
Im Gegensatz zu Koaxialleitungen gibt es bei Verzweigungen von Rechteckhohlleitern zwei prinzipiell unterschiedliche Bauformen, je nachdem, ob die Aufspaltung entlang der Breitseite (a) oder der Schmalseite (b) des Hohlleiters erfolgt. Die Namensgebung der jeweiligen T‑Verzweigung orientiert sich dabei an der Ebene des elektrischen (E) beziehungsweise magnetischen Feldes (H). Liegt die Verzweigung, wie hier, in der Ebene des E‑Feldes, dann spricht man von einer E‑Verzweigung. Im anderen Fall von einer H‑Verzweigung.